# Repubblica del Dahomey
La Repubblica del Dahomey fu uno Stato dal 1958 al 1975. Nacque nel 1958 a seguito della dissoluzione dell'Unione francese e fu uno stato associato della Francia sino al 1º agosto 1960.
Con l'indipendenza, il paese divenne ufficialmente una repubblica (sebbene il termine "repubblica" fosse già utilizzato negli ultimi anni di sovranità francese.
Il 26 ottobre 1972 l'esercito beninese prese il potere e nel 1975 il generale Mathieu Kérékou proclamò la nascita della Repubblica Popolare del Benin.
| Controllo di autorità | VIAF (EN) 152981833 · ISNI (EN) 0000 0001 0673 4193 · LCCN (EN) n80049722 · GND (DE) 15582-2 · BNF (FR) cb11883010c (data) · J9U (EN, HE) 987013002922005171 |